# Copa Libertadores 1996
La Copa Libertadores 1996 fue la trigésima séptima edición del torneo de clubes más importante de América del Sur, organizado por la Confederación Sudamericana de Fútbol, en la que participaron equipos de diez países sudamericanos: Argentina, Bolivia, Brasil, Chile, Colombia, Ecuador, Paraguay, Perú, Uruguay y Venezuela.
El campeón fue el Club Atlético River Plate, que logró su segundo título en la competición tras vencer en la final a América de Cali, reeditándose la final de la edición de 1986. Gracias a él, jugó la Copa Intercontinental 1996 ante Juventus de Italia y la Recopa Sudamericana 1997 frente a Vélez Sarsfield. Además, clasificó a los octavos de final de la Copa Libertadores 1997.

## Formato
El campeón vigente accedió de manera directa a las fases finales, mientras que los 20 equipos restantes disputaron la Fase de grupos. En ella, los clubes fueron divididos en cinco grupos de 4 equipos cada uno de acuerdo a sus países de origen, de manera que los dos representantes de una misma asociación nacional debían caer en la misma zona. Los tres primeros de cada uno de los cinco grupos clasificaron a los octavos de final, en donde se les unió el campeón vigente, iniciándose a partir de esta instancia el sistema de eliminación directa, que pasó posteriormente por los cuartos de final, las semifinales y la final, en la que se declaró al campeón.
|                             |                             | Equipos que entran en esta fase                                                                          | Equipos que provienen de la fase anterior                                                                                     |
| --------------------------- | --------------------------- | --- | --- |
| Fase de grupos (20 equipos) | Fase de grupos (20 equipos) | - 2 equipos de Argentina, Bolivia, Brasil, Chile, Colombia, Ecuador, Paraguay, Perú, Uruguay y Venezuela | |
| Fases finales (16 equipos)  | Fases finales (16 equipos)  | - 1 equipo, campeón de la Copa Libertadores 1995                                                         | - 5 equipos primeros de la Fase de grupos - 5 equipos segundos de la Fase de grupos - 5 equipos terceros de la Fase de grupos |

## Equipos participantes
En cursiva los equipos debutantes en el torneo.
| País                             | Equipo                                    | Vía de clasificación |
| -------------------------------- | ----------------------------------------- | --- |
| Argentina 2 cupos                | River Plate San Lorenzo                   | Campeón del Torneo Apertura 1994 Campeón del Torneo Clausura 1995                                                           |
| Bolivia 2 cupos                  | San José Guabirá                          | Campeón del Campeonato de Primera División 1995 Subcampeón del Campeonato de Primera División 1995                          |
| Brasil 2 cupos + campeón vigente | Grêmio Botafogo Corinthians               | Campeón de la Copa Libertadores 1995 Campeón del Campeonato Brasileño de 1995 Campeón de la Copa de Brasil 1995             |
| Chile 2 cupos                    | Universidad de Chile Universidad Católica | Campeón del Campeonato de Primera División 1995 Ganador de la Liguilla Pre-Libertadores 1995                                |
| Colombia 2 cupos                 | Junior América de Cali                    | Campeón del Campeonato Colombiano 1995 Subcampeón del Campeonato Colombiano 1995                                            |
| Ecuador 2 cupos                  | Barcelona Espoli                          | Campeón del Campeonato Ecuatoriano de 1995 Subcampeón del Campeonato Ecuatoriano de 1995                                    |
| Paraguay 2 cupos                 | Olimpia Cerro Porteño                     | Campeón del Campeonato Paraguayo de 1995 Campeón del Torneo República 1995 y subcampeón del Campeonato Paraguayo de 1995    |
| Perú 2 cupos                     | Sporting Cristal Universitario            | Campeón del Campeonato Descentralizado 1995 Subcampeón del Campeonato Descentralizado 1995                                  |
| Uruguay 2 cupos                  | Defensor Sporting Peñarol                 | 1.º puesto de la Liguilla Pre-Libertadores de América de 1995 2.º puesto de la Liguilla Pre-Libertadores de América de 1995 |
| Venezuela 2 cupos                | Caracas Minervén                          | Campeón de la Primera División Venezolana 1994-95 Subcampeón de la Primera División Venezolana 1994-95                      |

### Distribución geográfica de los equipos
Distribución geográfica de las sedes de los equipos participantes:

## Fase de grupos

### Grupo 1
| Equipo        | Pts. | PJ | PG | PE | PP | GF | GC | DG |
| ------------- | ---- | -- | -- | -- | -- | -- | -- | -- |
| Barcelona     | 13   | 6  | 4  | 1  | 1  | 11 | 8  | 3  |
| Cerro Porteño | 10   | 6  | 3  | 1  | 2  | 8  | 7  | 1  |
| Espoli        | 6    | 6  | 2  | 0  | 4  | 7  | 10 | –3 |
| Olimpia       | 5    | 6  | 1  | 2  | 3  | 5  | 6  | –1 |

| \| Fecha \| Lugar \| Local \| Resultado \| Visitante \| \| ----------- \| --------- \| ------------- \| --------- \| ------------- \| \| 13 de marzo \| Guayaquil \| Barcelona \| 3:2 \| Espoli \| \| 13 de marzo \| Asunción \| Olimpia \| 1:2 \| Cerro Porteño \| \| 19 de marzo \| Quito \| Espoli \| 1:0 \| Olimpia \| \| 22 de marzo \| Guayaquil \| Barcelona \| 2:1 \| Olimpia \| \| 26 de marzo \| Quito \| Espoli \| 2:1 \| Cerro Porteño \| \| 29 de marzo \| Guayaquil \| Barcelona \| 3:2 \| Cerro Porteño \| \| 3 de abril \| Asunción \| Cerro Porteño \| 0:0 \| Olimpia \| \| 3 de abril \| Quito \| Espoli \| 1:2 \| Barcelona \| \| 9 de abril \| Asunción \| Cerro Porteño \| 2:1 \| Espoli \| \| 12 de abril \| Asunción \| Olimpia \| 2:0 \| Espoli \| \| 16 de abril \| Asunción \| Cerro Porteño \| 1:0 \| Barcelona \| \| 19 de abril \| Asunción \| Olimpia \| 1:1 \| Barcelona \| |           |               |           |               |
| Fecha | Lugar     | Local         | Resultado | Visitante     |
| 13 de marzo | Guayaquil | Barcelona     | 3:2       | Espoli        |
| 13 de marzo | Asunción  | Olimpia       | 1:2       | Cerro Porteño |
| 19 de marzo | Quito     | Espoli        | 1:0       | Olimpia       |
| 22 de marzo | Guayaquil | Barcelona     | 2:1       | Olimpia       |
| 26 de marzo | Quito     | Espoli        | 2:1       | Cerro Porteño |
| 29 de marzo | Guayaquil | Barcelona     | 3:2       | Cerro Porteño |
| 3 de abril | Asunción  | Cerro Porteño | 0:0       | Olimpia       |
| 3 de abril | Quito     | Espoli        | 1:2       | Barcelona     |
| 9 de abril | Asunción  | Cerro Porteño | 2:1       | Espoli        |
| 12 de abril | Asunción  | Olimpia       | 2:0       | Espoli        |
| 16 de abril | Asunción  | Cerro Porteño | 1:0       | Barcelona     |
| 19 de abril | Asunción  | Olimpia       | 1:1       | Barcelona     |

### Grupo 2
| Equipo            | Pts. | PJ | PG | PE | PP | GF | GC | DG |
| ----------------- | ---- | -- | -- | -- | -- | -- | -- | -- |
| Peñarol           | 9    | 6  | 2  | 3  | 1  | 13 | 10 | 3  |
| Defensor Sporting | 7    | 6  | 1  | 4  | 1  | 6  | 6  | 0  |
| Sporting Cristal  | 7    | 6  | 1  | 4  | 1  | 6  | 7  | –1 |
| Universitario     | 7    | 6  | 2  | 1  | 3  | 7  | 9  | –2 |

| \| Fecha \| Lugar \| Local \| Resultado \| Visitante \| \| ----------- \| ---------- \| ----------------- \| --------- \| ----------------- \| \| 13 de marzo \| Lima \| Sporting Cristal \| 0:2 \| Universitario \| \| 19 de marzo \| Montevideo \| Defensor Sporting \| 2:4 \| Peñarol \| \| 23 de marzo \| Lima \| Universitario \| 1:3 \| Peñarol \| \| 26 de marzo \| Lima \| Sporting Cristal \| 3:3 \| Peñarol \| \| 30 de marzo \| Lima \| Universitario \| 1:1 \| Defensor Sporting \| \| 2 de abril \| Lima \| Sporting Cristal \| 0:0 \| Defensor Sporting \| \| 7 de abril \| Lima \| Universitario \| 1:2 \| Sporting Cristal \| \| 7 de abril \| Montevideo \| Peñarol \| 1:1 \| Defensor Sporting \| \| 12 de abril \| Montevideo \| Defensor Sporting \| 2:0 \| Universitario \| \| 13 de abril \| Montevideo \| Peñarol \| 1:1 \| Sporting Cristal \| \| 16 de abril \| Montevideo \| Peñarol \| 1:2 \| Universitario \| \| 17 de abril \| Montevideo \| Defensor Sporting \| 0:0 \| Sporting Cristal \| |            |                   |           |                   |
| Fecha | Lugar      | Local             | Resultado | Visitante         |
| 13 de marzo | Lima       | Sporting Cristal  | 0:2       | Universitario     |
| 19 de marzo | Montevideo | Defensor Sporting | 2:4       | Peñarol           |
| 23 de marzo | Lima       | Universitario     | 1:3       | Peñarol           |
| 26 de marzo | Lima       | Sporting Cristal  | 3:3       | Peñarol           |
| 30 de marzo | Lima       | Universitario     | 1:1       | Defensor Sporting |
| 2 de abril | Lima       | Sporting Cristal  | 0:0       | Defensor Sporting |
| 7 de abril | Lima       | Universitario     | 1:2       | Sporting Cristal  |
| 7 de abril | Montevideo | Peñarol           | 1:1       | Defensor Sporting |
| 12 de abril | Montevideo | Defensor Sporting | 2:0       | Universitario     |
| 13 de abril | Montevideo | Peñarol           | 1:1       | Sporting Cristal  |
| 16 de abril | Montevideo | Peñarol           | 1:2       | Universitario     |
| 17 de abril | Montevideo | Defensor Sporting | 0:0       | Sporting Cristal  |

### Grupo 3
| Equipo          | Pts. | PJ | PG | PE | PP | GF | GC | DG |
| --------------- | ---- | -- | -- | -- | -- | -- | -- | -- |
| América de Cali | 12   | 6  | 4  | 0  | 2  | 11 | 2  | 9  |
| Junior          | 10   | 6  | 3  | 1  | 2  | 8  | 6  | 2  |
| San José        | 9    | 6  | 3  | 0  | 3  | 6  | 8  | –2 |
| Guabirá         | 4    | 6  | 1  | 1  | 4  | 7  | 16 | –9 |

| \| Fecha \| Lugar \| Local \| Resultado \| Visitante \| \| ----------- \| ------------ \| --------------- \| --------- \| --------------- \| \| 13 de marzo \| Barranquilla \| Junior \| 1:0 \| América de Cali \| \| 13 de marzo \| Oruro \| San José \| 2:1 \| Guabirá \| \| 19 de marzo \| Montero \| Guabirá \| 0:2 \| América de Cali \| \| 22 de marzo \| Oruro \| San José \| 1:0 \| América de Cali \| \| 26 de marzo \| Barranquilla \| Junior \| 5:1 \| Guabirá \| \| 29 de marzo \| Cali \| América de Cali \| 5:0 \| Guabirá \| \| 3 de abril \| Cali \| América de Cali \| 2:0 \| Junior \| \| 3 de abril \| Montero \| Guabirá \| 4:1 \| San José \| \| 9 de abril \| Oruro \| San José \| 2:0 \| Junior \| \| 12 de abril \| Montero \| Guabirá \| 1:1 \| Junior \| \| 16 de abril \| Barranquilla \| Junior \| 1:0 \| San José \| \| 19 de abril \| Cali \| América de Cali \| 2:0 \| San José \| |              |                 |           |                 |
| Fecha | Lugar        | Local           | Resultado | Visitante       |
| 13 de marzo | Barranquilla | Junior          | 1:0       | América de Cali |
| 13 de marzo | Oruro        | San José        | 2:1       | Guabirá         |
| 19 de marzo | Montero      | Guabirá         | 0:2       | América de Cali |
| 22 de marzo | Oruro        | San José        | 1:0       | América de Cali |
| 26 de marzo | Barranquilla | Junior          | 5:1       | Guabirá         |
| 29 de marzo | Cali         | América de Cali | 5:0       | Guabirá         |
| 3 de abril | Cali         | América de Cali | 2:0       | Junior          |
| 3 de abril | Montero      | Guabirá         | 4:1       | San José        |
| 9 de abril | Oruro        | San José        | 2:0       | Junior          |
| 12 de abril | Montero      | Guabirá         | 1:1       | Junior          |
| 16 de abril | Barranquilla | Junior          | 1:0       | San José        |
| 19 de abril | Cali         | América de Cali | 2:0       | San José        |

### Grupo 4
| Equipo               | Pts. | PJ | PG | PE | PP | GF | GC | DG |
| -------------------- | ---- | -- | -- | -- | -- | -- | -- | -- |
| Corinthians          | 13   | 6  | 4  | 1  | 1  | 13 | 6  | 7  |
| Universidad de Chile | 10   | 6  | 3  | 1  | 2  | 7  | 7  | 0  |
| Botafogo             | 7    | 6  | 2  | 1  | 3  | 10 | 10 | 0  |
| Universidad Católica | 4    | 6  | 1  | 1  | 4  | 6  | 13 | –7 |

| \| Fecha \| Lugar \| Local \| Resultado \| Visitante \| \| ----------- \| -------------- \| -------------------- \| --------- \| -------------------- \| \| 13 de marzo \| São Paulo \| Corinthians \| 3:0 \| Botafogo \| \| 13 de marzo \| Santiago \| Universidad de Chile \| 2:0 \| Universidad Católica \| \| 19 de marzo \| Santiago \| Universidad Católica \| 2:3 \| Corinthians \| \| 22 de marzo \| Santiago \| Universidad de Chile \| 1:0 \| Corinthians \| \| 26 de marzo \| Río de Janeiro \| Botafogo \| 4:1 \| Universidad Católica \| \| 29 de marzo \| São Paulo \| Corinthians \| 3:1 \| Universidad Católica \| \| 3 de abril \| Río de Janeiro \| Botafogo \| 1:1 \| Corinthians \| \| 3 de abril \| Santiago \| Universidad Católica \| 0:0 \| Universidad de Chile \| \| 9 de abril \| Santiago \| Universidad Católica \| 2:1 \| Botafogo \| \| 12 de abril \| Santiago \| Universidad de Chile \| 2:1 \| Botafogo \| \| 16 de abril \| São Paulo \| Corinthians \| 3:1 \| Universidad de Chile \| \| 19 de abril \| Río de Janeiro \| Botafogo \| 3:1 \| Universidad de Chile \| |                |                      |           |                      |
| Fecha | Lugar          | Local                | Resultado | Visitante            |
| 13 de marzo | São Paulo      | Corinthians          | 3:0       | Botafogo             |
| 13 de marzo | Santiago       | Universidad de Chile | 2:0       | Universidad Católica |
| 19 de marzo | Santiago       | Universidad Católica | 2:3       | Corinthians          |
| 22 de marzo | Santiago       | Universidad de Chile | 1:0       | Corinthians          |
| 26 de marzo | Río de Janeiro | Botafogo             | 4:1       | Universidad Católica |
| 29 de marzo | São Paulo      | Corinthians          | 3:1       | Universidad Católica |
| 3 de abril | Río de Janeiro | Botafogo             | 1:1       | Corinthians          |
| 3 de abril | Santiago       | Universidad Católica | 0:0       | Universidad de Chile |
| 9 de abril | Santiago       | Universidad Católica | 2:1       | Botafogo             |
| 12 de abril | Santiago       | Universidad de Chile | 2:1       | Botafogo             |
| 16 de abril | São Paulo      | Corinthians          | 3:1       | Universidad de Chile |
| 19 de abril | Río de Janeiro | Botafogo             | 3:1       | Universidad de Chile |

### Grupo 5
| Equipo      | Pts. | PJ | PG | PE | PP | GF | GC | DG  |
| ----------- | ---- | -- | -- | -- | -- | -- | -- | --- |
| River Plate | 14   | 6  | 4  | 2  | 0  | 14 | 3  | 11  |
| San Lorenzo | 10   | 6  | 2  | 4  | 0  | 13 | 5  | 8   |
| Minervén    | 5    | 6  | 1  | 2  | 3  | 8  | 16 | –8  |
| Caracas     | 2    | 6  | 0  | 2  | 4  | 6  | 17 | –11 |

| \| Fecha \| Lugar \| Local \| Resultado \| Visitante \| \| ----------- \| ------------ \| ----------- \| --------- \| ----------- \| \| 13 de marzo \| Puerto Ordaz \| Minervén \| 4:2 \| Caracas \| \| 13 de marzo \| Buenos Aires \| San Lorenzo \| 1:1 \| River Plate \| \| 18 de marzo \| Puerto Ordaz \| Minervén \| 2:2 \| San Lorenzo \| \| 22 de marzo \| Caracas \| Caracas \| 1:1 \| San Lorenzo \| \| 25 de marzo \| Puerto Ordaz \| Minervén \| 1:2 \| River Plate \| \| 29 de marzo \| Caracas \| Caracas \| 1:4 \| River Plate \| \| 3 de abril \| Caracas \| Caracas \| 1:1 \| Minervén \| \| 3 de abril \| Buenos Aires \| River Plate \| 0:0 \| San Lorenzo \| \| 9 de abril \| Buenos Aires \| San Lorenzo \| 4:0 \| Minervén \| \| 12 de abril \| Buenos Aires \| River Plate \| 5:0 \| Minervén \| \| 16 de abril \| Buenos Aires \| San Lorenzo \| 5:1 \| Caracas \| \| 19 de abril \| Buenos Aires \| River Plate \| 2:0 \| Caracas \| |              |             |           |             |
| Fecha | Lugar        | Local       | Resultado | Visitante   |
| 13 de marzo | Puerto Ordaz | Minervén    | 4:2       | Caracas     |
| 13 de marzo | Buenos Aires | San Lorenzo | 1:1       | River Plate |
| 18 de marzo | Puerto Ordaz | Minervén    | 2:2       | San Lorenzo |
| 22 de marzo | Caracas      | Caracas     | 1:1       | San Lorenzo |
| 25 de marzo | Puerto Ordaz | Minervén    | 1:2       | River Plate |
| 29 de marzo | Caracas      | Caracas     | 1:4       | River Plate |
| 3 de abril | Caracas      | Caracas     | 1:1       | Minervén    |
| 3 de abril | Buenos Aires | River Plate | 0:0       | San Lorenzo |
| 9 de abril | Buenos Aires | San Lorenzo | 4:0       | Minervén    |
| 12 de abril | Buenos Aires | River Plate | 5:0       | Minervén    |
| 16 de abril | Buenos Aires | San Lorenzo | 5:1       | Caracas     |
| 19 de abril | Buenos Aires | River Plate | 2:0       | Caracas     |

## Fases finales

### Cuadro de desarrollo
|  | Octavos de final         | Octavos de final          | Octavos de final         | Octavos de final         | Octavos de final         |   |                 | Cuartos de final | Cuartos de final | Cuartos de final | Cuartos de final | Cuartos de final |  |                 | Semifinales      | Semifinales      | Semifinales      | Semifinales      | Semifinales      |  |             | Final            | Final            | Final            | Final            | Final            |  |
|  | 30 de abril al 9 de mayo | 30 de abril al 9 de mayo  | 30 de abril al 9 de mayo | 30 de abril al 9 de mayo | 30 de abril al 9 de mayo |   |                 | 15 al 24 de mayo | 15 al 24 de mayo | 15 al 24 de mayo | 15 al 24 de mayo | 15 al 24 de mayo |  |                 | 4 al 12 de junio | 4 al 12 de junio | 4 al 12 de junio | 4 al 12 de junio | 4 al 12 de junio |  |             | 19 y 26 de junio | 19 y 26 de junio | 19 y 26 de junio | 19 y 26 de junio | 19 y 26 de junio |  |
|  |                          |                           |                          |                          |                          |   |                 |                  |                  |                  |                  |                  |  |                 |                  |                  |                  |                  |                  |  |             |                  |                  |                  |                  |                  |  |
|  |                          |                           |                          |                          |                          |   |                 |                  |                  |                  |                  |                  |  |                 |                  |                  |                  |                  |                  |  |             |                  |                  |                  |                  |                  |  |
|  | G5 1                     | River Plate               | 1                        | 5                        | 6                        |   |                 |                  |                  |                  |                  |                  |  |                 |                  |                  |                  |                  |                  |  |             |                  |                  |                  |                  |                  |  |
|  | G5 1                     | River Plate               | 1                        | 5                        | 6                        |   |                 |                  |                  |                  |                  |                  |  |                 |                  |                  |                  |                  |                  |  |             |                  |                  |                  |                  |                  |  |
|  | G2 3                     | Sporting Cristal          | 2                        | 2                        | 4                        |   |                 |                  |                  |                  |                  |                  |  |                 |                  |                  |                  |                  |                  |  |             |                  |                  |                  |                  |                  |  |
|  | G2 3                     | Sporting Cristal          | 2                        | 2                        | 4                        |   | River Plate     | River Plate      | 2                | 1                | 3                |                  |  |                 |                  |                  |                  |                  |                  |  |             |                  |                  |                  |                  |                  |  |
|  |                          |                           |                          |                          |                          |   | River Plate     | River Plate      | 2                | 1                | 3                |                  |  |                 |                  |                  |                  |                  |                  |  |             |                  |                  |                  |                  |                  |  |
|  |                          |                           | San Lorenzo              | San Lorenzo              | 1                        | 1 | 2               |                  |                  |                  |                  |                  |  |                 |                  |                  |                  |                  |                  |  |             |                  |                  |                  |                  |                  |  |
|  | G2 1                     | Peñarol                   | San Lorenzo              | San Lorenzo              | 1                        | 1 | 2               | 2                | 1                | 3                |                  |                  |  |                 |                  |                  |                  |                  |                  |  |             |                  |                  |                  |                  |                  |  |
|  | G2 1                     | Peñarol                   |                          |                          |                          |   |                 |                  |                  | 3                |                  |                  |  |                 |                  |                  |                  |                  |                  |  |             |                  |                  |                  |                  |                  |  |
|  | G5 2                     | San Lorenzo               | 3                        | 5                        | 8                        |   |                 |                  |                  |                  |                  |                  |  |                 |                  |                  |                  |                  |                  |  |             |                  |                  |                  |                  |                  |  |
|  | G5 2                     | San Lorenzo               | 3                        | 5                        | 8                        |   |                 |                  |                  |                  |                  |                  |  | River Plate     | River Plate      | 2                | 1                | 3                |                  |  |             |                  |                  |                  |                  |                  |  |
|  |                          |                           |                          |                          |                          |   |                 |                  |                  |                  |                  |                  |  | River Plate     | River Plate      | 2                | 1                | 3                |                  |  |             |                  |                  |                  |                  |                  |  |
|  |                          |                           | Universidad de Chile     | Universidad de Chile     | 2                        | 0 | 2               |                  |                  |                  |                  |                  |  |                 |                  |                  |                  |                  |                  |  |             |                  |                  |                  |                  |                  |  |
|  | G1 1                     | Barcelona (p.)            | Universidad de Chile     | Universidad de Chile     | 2                        | 0 | 2               | 0                | 2                | 2 (4)            |                  |                  |  |                 |                  |                  |                  |                  |                  |  |             |                  |                  |                  |                  |                  |  |
|  | G1 1                     | Barcelona (p.)            |                          |                          |                          |   |                 |                  |                  | 2 (4)            |                  |                  |  |                 |                  |                  |                  |                  |                  |  |             |                  |                  |                  |                  |                  |  |
|  | G3 3                     | San José                  | 1                        | 1                        | 2 (2)                    |   |                 |                  |                  |                  |                  |                  |  |                 |                  |                  |                  |                  |                  |  |             |                  |                  |                  |                  |                  |  |
|  | G3 3                     | San José                  | 1                        | 1                        | 2 (2)                    |   | Barcelona       | Barcelona        | 0                | 1                | 1                |                  |  |                 |                  |                  |                  |                  |                  |  |             |                  |                  |                  |                  |                  |  |
|  |                          |                           |                          |                          |                          |   | Barcelona       | Barcelona        | 0                | 1                | 1                |                  |  |                 |                  |                  |                  |                  |                  |  |             |                  |                  |                  |                  |                  |  |
|  |                          |                           | Universidad de Chile     | Universidad de Chile     | 2                        | 1 | 3               |                  |                  |                  |                  |                  |  |                 |                  |                  |                  |                  |                  |  |             |                  |                  |                  |                  |                  |  |
|  | G2 2                     | Defensor Sporting         | Universidad de Chile     | Universidad de Chile     | 2                        | 1 | 3               | 2                | 2                | 4 (6)            |                  |                  |  |                 |                  |                  |                  |                  |                  |  |             |                  |                  |                  |                  |                  |  |
|  | G2 2                     | Defensor Sporting         |                          |                          |                          |   |                 |                  |                  | 4 (6)            |                  |                  |  |                 |                  |                  |                  |                  |                  |  |             |                  |                  |                  |                  |                  |  |
|  | G4 2                     | Universidad de Chile (p.) | 3                        | 1                        | 4 (7)                    |   |                 |                  |                  |                  |                  |                  |  |                 |                  |                  |                  |                  |                  |  |             |                  |                  |                  |                  |                  |  |
|  | G4 2                     | Universidad de Chile (p.) | 3                        | 1                        | 4 (7)                    |   |                 |                  |                  |                  |                  |                  |  |                 |                  |                  |                  |                  |                  |  | River Plate | River Plate      | 0                | 2                | 2                |                  |  |
|  |                          |                           |                          |                          |                          |   |                 |                  |                  |                  |                  |                  |  |                 |                  |                  |                  |                  |                  |  | River Plate | River Plate      | 0                | 2                | 2                |                  |  |
|  |                          |                           | América de Cali          | América de Cali          | 1                        | 0 | 1               |                  |                  |                  |                  |                  |  |                 |                  |                  |                  |                  |                  |  |             |                  |                  |                  |                  |                  |  |
|  | G3 1                     | América de Cali           | América de Cali          | América de Cali          | 1                        | 0 | 1               | 1                | 4                | 5                |                  |                  |  |                 |                  |                  |                  |                  |                  |  |             |                  |                  |                  |                  |                  |  |
|  | G3 1                     | América de Cali           |                          |                          |                          |   |                 |                  |                  | 5                |                  |                  |  |                 |                  |                  |                  |                  |                  |  |             |                  |                  |                  |                  |                  |  |
|  | G5 3                     | Minervén                  | 1                        | 1                        | 2                        |   |                 |                  |                  |                  |                  |                  |  |                 |                  |                  |                  |                  |                  |  |             |                  |                  |                  |                  |                  |  |
|  | G5 3                     | Minervén                  | 1                        | 1                        | 2                        |   | América de Cali | América de Cali  | 1                | 1                | 2                |                  |  |                 |                  |                  |                  |                  |                  |  |             |                  |                  |                  |                  |                  |  |
|  |                          |                           |                          |                          |                          |   | América de Cali | América de Cali  | 1                | 1                | 2                |                  |  |                 |                  |                  |                  |                  |                  |  |             |                  |                  |                  |                  |                  |  |
|  |                          |                           | Junior                   | Junior                   | 1                        | 0 | 1               |                  |                  |                  |                  |                  |  |                 |                  |                  |                  |                  |                  |  |             |                  |                  |                  |                  |                  |  |
|  | G3 2                     | Junior                    | Junior                   | Junior                   | 1                        | 0 | 1               | 0                | 1                | 1                |                  |                  |  |                 |                  |                  |                  |                  |                  |  |             |                  |                  |                  |                  |                  |  |
|  | G3 2                     | Junior                    |                          |                          |                          |   |                 |                  |                  | 1                |                  |                  |  |                 |                  |                  |                  |                  |                  |  |             |                  |                  |                  |                  |                  |  |
|  | G1 2                     | Cerro Porteño             | 0                        | 0                        | 0                        |   |                 |                  |                  |                  |                  |                  |  |                 |                  |                  |                  |                  |                  |  |             |                  |                  |                  |                  |                  |  |
|  | G1 2                     | Cerro Porteño             | 0                        | 0                        | 0                        |   |                 |                  |                  |                  |                  |                  |  | América de Cali | América de Cali  | 0                | 3                | 3                |                  |  |             |                  |                  |                  |                  |                  |  |
|  |                          |                           |                          |                          |                          |   |                 |                  |                  |                  |                  |                  |  | América de Cali | América de Cali  | 0                | 3                | 3                |                  |  |             |                  |                  |                  |                  |                  |  |
|  |                          |                           | Grêmio                   | Grêmio                   | 1                        | 1 | 2               |                  |                  |                  |                  |                  |  |                 |                  |                  |                  |                  |                  |  |             |                  |                  |                  |                  |                  |  |
|  | CV                       | Grêmio                    | Grêmio                   | Grêmio                   | 1                        | 1 | 2               | 1                | 2                | 3                |                  |                  |  |                 |                  |                  |                  |                  |                  |  |             |                  |                  |                  |                  |                  |  |
|  | CV                       | Grêmio                    |                          |                          |                          |   |                 |                  |                  | 3                |                  |                  |  |                 |                  |                  |                  |                  |                  |  |             |                  |                  |                  |                  |                  |  |
|  | G4 3                     | Botafogo                  | 1                        | 0                        | 1                        |   |                 |                  |                  |                  |                  |                  |  |                 |                  |                  |                  |                  |                  |  |             |                  |                  |                  |                  |                  |  |
|  | G4 3                     | Botafogo                  | 1                        | 0                        | 1                        |   | Grêmio          | Grêmio           | 3                | 0                | 3                |                  |  |                 |                  |                  |                  |                  |                  |  |             |                  |                  |                  |                  |                  |  |
|  |                          |                           |                          |                          |                          |   | Grêmio          | Grêmio           | 3                | 0                | 3                |                  |  |                 |                  |                  |                  |                  |                  |  |             |                  |                  |                  |                  |                  |  |
|  |                          |                           | Corinthians              | Corinthians              | 0                        | 1 | 1               |                  |                  |                  |                  |                  |  |                 |                  |                  |                  |                  |                  |  |             |                  |                  |                  |                  |                  |  |
|  | G4 1                     | Corinthians               | Corinthians              | Corinthians              | 0                        | 1 | 1               | 3                | 2                | 5                |                  |                  |  |                 |                  |                  |                  |                  |                  |  |             |                  |                  |                  |                  |                  |  |
|  | G4 1                     | Corinthians               |                          |                          |                          |   |                 |                  |                  | 5                |                  |                  |  |                 |                  |                  |                  |                  |                  |  |             |                  |                  |                  |                  |                  |  |
|  | G1 3                     | Espoli                    | 1                        | 0                        | 1                        |   |                 |                  |                  |                  |                  |                  |  |                 |                  |                  |                  |                  |                  |  |             |                  |                  |                  |                  |                  |  |
|  | G1 3                     | Espoli                    | 1                        | 0                        | 1                        |   |                 |                  |                  |                  |                  |                  |  |                 |                  |                  |                  |                  |                  |  |             |                  |                  |                  |                  |                  |  |
|  |                          |                           |                          |                          |                          |   |                 |                  |                  |                  |                  |                  |  |                 |                  |                  |                  |                  |                  |  |             |                  |                  |                  |                  |                  |  |

- Nota: En cada llave, el equipo que ocupa la primera línea es el que definió la serie como local.
- Nota 2: En las llaves de octavos de final, a cada equipo se le indica "Gx p", donde p es la posición final que ocupó en el grupo x de la fase de grupos.

### Octavos de final
| 1 de mayo de 1996 | Sporting Cristal         | 2:1 (2:0) | River Plate | Estadio Nacional, Lima                                        |                                                               |
|                   | Solano 18' · Julinho 36' |           | Crespo 86'  | Asistencia: 27 274 espectadores Árbitro(s): Epifanio González | Asistencia: 27 274 espectadores Árbitro(s): Epifanio González |

| 8 de mayo de 1996 | River Plate                                                | 5:2 (4:0) | Sporting Cristal         | Estadio Monumental, Buenos Aires                                |                                                                 |
|                   | Crespo 4', 30' · Francescoli 22' · Ortega 33' · Cedrés 71' |           | Solano 47' · Julinho 55' | Asistencia: 50 000 espectadores Árbitro(s): Eduardo Dluzniewski | Asistencia: 50 000 espectadores Árbitro(s): Eduardo Dluzniewski |

| 2 de mayo de 1996 | San Lorenzo                               | 3:2 (1:0) | Peñarol                       | Estadio Pedro Bidegain, Buenos Aires                                |                                                                     |
|                   | Arbarello 40' · Ruggeri 65' · Biaggio 74' |           | Romero 48' · Aguirregaray 88' | Asistencia: 20 000 espectadores Árbitro(s): Eduardo Gamboa Martínez | Asistencia: 20 000 espectadores Árbitro(s): Eduardo Gamboa Martínez |

| 8 de mayo de 1996 | Peñarol     | 1:5 (0:2) | San Lorenzo                                           | Estadio Centenario, Montevideo                              |                                                             |
|                   | Pacheco 54' |           | Biaggio 19', 65' · Monserrat 28', 90' · Arbarello 87' | Asistencia: 32 400 espectadores Árbitro(s): Antônio Pereira | Asistencia: 32 400 espectadores Árbitro(s): Antônio Pereira |

| 1 de mayo de 1996 | San José     | 1:0 (1:0) | Barcelona | Estadio Jesús Bermúdez, Oruro                            |                                                          |
|                   | Ferrufino 7' |           |           | Asistencia: 30 000 espectadores Árbitro(s): Luis Oliveto | Asistencia: 30 000 espectadores Árbitro(s): Luis Oliveto |

| 8 de mayo de 1996 | Barcelona                                             | 2:1 (0:0) (4:2 p.)         | San José                             | Estadio Monumental, Guayaquil                               |                                                             |
|                   | de Souza 67' · Tenorio 89'                            |                            | Rivera 82'                           | Asistencia: 45 000 espectadores Árbitro(s): Paolo Borgosano | Asistencia: 45 000 espectadores Árbitro(s): Paolo Borgosano |
|                   |                                                       | Tiros desde el punto penal |                                      |                                                             |                                                             |
|                   | Villarreal · de Souza · Uquillas · Usuriaga · Morales |                            | Paniagua · Herrera · Villegas · Daza |                                                             |                                                             |

| 30 de abril de 1996 | Universidad de Chile                     | 3:2 (3:1) | Defensor Sporting | Estadio Nacional, Santiago                                   |                                                              |
|                     | Rodríguez 20' · Salas 30' · Valencia 33' |           | Abreu 18', 66'    | Asistencia: 35 000 espectadores Árbitro(s): Cláudio Cerdeira | Asistencia: 35 000 espectadores Árbitro(s): Cláudio Cerdeira |

| 9 de mayo de 1996 | Defensor Sporting                                                                | 2:1 (1:1) (6:7 p.)         | Universidad de Chile                                                               | Estadio Gran Parque Central, Montevideo                 |                                                         |
|                   | Abreu 16' 48'                                                                    |                            | Rodríguez 27'                                                                      | Asistencia: 5 000 espectadores Árbitro(s): Hugo Cordero | Asistencia: 5 000 espectadores Árbitro(s): Hugo Cordero |
|                   |                                                                                  | Tiros desde el punto penal |                                                                                    |                                                         |                                                         |
|                   | Abreu · Chilelli · Hernández · Romay · da Silva · Silva · Fleurquín · dos Santos |                            | Rodríguez · Galdames · Salas · Castañeda · Mardones · Silvani · Traverso · Fuentes |                                                         |                                                         |

| 1 de mayo de 1996 | Minervén | 1:1 (0:1) | América de Cali | Estadio Cachamay, Puerto Ordaz                            |                                                           |
|                   | Are 51'  |           | Escobar 13'     | Asistencia: 12 000 espectadores Árbitro(s): César Córdova | Asistencia: 12 000 espectadores Árbitro(s): César Córdova |

| 8 de mayo de 1996 | América de Cali                      | 4:1 (1:0) | Minervén      | Estadio Pascual Guerrero, Cali                          |                                                         |
|                   | de Ávila 5', 62', 74' · Zambrano 54' |           | Rodallega 85' | Asistencia: 15 000 espectadores Árbitro(s): René Ortubé | Asistencia: 15 000 espectadores Árbitro(s): René Ortubé |

| 30 de abril de 1996 | Cerro Porteño | 0:0 | Junior | Estadio Defensores del Chaco, Asunción                   |  |
|                     |               |     |        | Asistencia: 15 000 espectadores Árbitro(s): Jorge Nieves |  |

| 8 de mayo de 1996 | Junior         | 1:0 (1:0) | Cerro Porteño | Estadio Metropolitano, Barranquilla                       |                                                           |
|                   | Valenciano 31' |           |               | Asistencia: 12 000 espectadores Árbitro(s): Ángel Guevara | Asistencia: 12 000 espectadores Árbitro(s): Ángel Guevara |

| 1 de mayo de 1996 | Botafogo  | 1:1 (0:0) | Grêmio     | Estadio Maracaná, Río de Janeiro                            |                                                             |
|                   | Gomes 66' |           | Jardel 71' | Asistencia: 16 935 espectadores Árbitro(s): Sidrack Marinho | Asistencia: 16 935 espectadores Árbitro(s): Sidrack Marinho |

| 8 de mayo de 1996 | Grêmio                      | 2:0 (1:0) | Botafogo | Estadio Olímpico Monumental, Porto Alegre                       |                                                                 |
|                   | Dias 5' · Carlos Miguel 63' |           |          | Asistencia: 31 200 espectadores Árbitro(s): Oscar Roberto Godói | Asistencia: 31 200 espectadores Árbitro(s): Oscar Roberto Godói |

| 1 de mayo de 1996 | Espoli   | 1:3 (1:2) | Corinthians                            | Estadio Olímpico Atahualpa, Quito                               |                                                                 |
|                   | Jauch 2' |           | Cris 4' · Ballesteros 44' · García 75' | Asistencia: 35 000 espectadores Árbitro(s): Armando Pérez Hoyos | Asistencia: 35 000 espectadores Árbitro(s): Armando Pérez Hoyos |

| 8 de mayo de 1996 | Corinthians                            | 2:0 (1:0) | Espoli | Estadio Pacaembú, São Paulo                               |                                                           |
|                   | Marcelinho Carioca 26' · Tupãzinho 62' |           |        | Asistencia: 21 734 espectadores Árbitro(s): Ubaldo Aquino | Asistencia: 21 734 espectadores Árbitro(s): Ubaldo Aquino |

### Cuartos de final
| 15 de mayo de 1996 | San Lorenzo | 1:2 (1:1) | River Plate            | Estadio Pedro Bidegain, Buenos Aires                       |                                                            |
|                    | Ruggeri 42' |           | Crespo 3' · Ortega 80' | Asistencia: 30 000 espectadores Árbitro(s): Roberto Ruscio | Asistencia: 30 000 espectadores Árbitro(s): Roberto Ruscio |

| 22 de mayo de 1996 | River Plate | 1:1 (0:0) | San Lorenzo | Estadio Monumental, Buenos Aires                           |                                                            |
|                    | Crespo 55'  |           | Ruggeri 82' | Asistencia: 50 000 espectadores Árbitro(s): Daniel Giménez | Asistencia: 50 000 espectadores Árbitro(s): Daniel Giménez |

| 15 de mayo de 1996 | Universidad de Chile      | 2:0 (0:0) | Barcelona | Estadio Nacional, Santiago                                   |                                                              |
|                    | Salas 77' · Castañeda 81' |           |           | Asistencia: 50 000 espectadores Árbitro(s): Horacio Elizondo | Asistencia: 50 000 espectadores Árbitro(s): Horacio Elizondo |

| 22 de mayo de 1996 | Barcelona    | 1:1 (0:0) | Universidad de Chile | Estadio Monumental, Guayaquil                          |                                                        |
|                    | Uquillas 56' |           | Mardones 90'         | Asistencia: 85 000 espectadores Árbitro(s): Óscar Ruiz | Asistencia: 85 000 espectadores Árbitro(s): Óscar Ruiz |

| 15 de mayo de 1996 | Junior         | 1:1 (0:1) | América de Cali | Estadio Metropolitano, Barranquilla                      |                                                          |
|                    | Valenciano 56' |           | Pérez 25'       | Asistencia: 25 000 espectadores Árbitro(s): Jorge Nieves | Asistencia: 25 000 espectadores Árbitro(s): Jorge Nieves |

| 22 de mayo de 1996 | América de Cali | 1:0 (0:0) | Junior | Estadio Pascual Guerrero, Cali                               |                                                              |
|                    | de Ávila 57'    |           |        | Asistencia: 40 000 espectadores Árbitro(s): Javier Castrilli | Asistencia: 40 000 espectadores Árbitro(s): Javier Castrilli |

| 15 de mayo de 1996 | Corinthians | 0:3 (0:2) | Grêmio                            | Estadio Pacaembú, São Paulo                                 |                                                             |
|                    |             |           | Jardel 14', 50' · Paulo Nunes 43' | Asistencia: 31 100 espectadores Árbitro(s): Antônio Pereira | Asistencia: 31 100 espectadores Árbitro(s): Antônio Pereira |

| 24 de mayo de 1996 | Grêmio | 0:1 (0:0) | Corinthians | Estadio Olímpico Monumental, Porto Alegre                    |                                                              |
|                    |        |           | Edmundo 90' | Asistencia: 46 377 espectadores Árbitro(s): Cláudio Cerdeira | Asistencia: 46 377 espectadores Árbitro(s): Cláudio Cerdeira |

### Semifinales
| 5 de junio de 1996 | Universidad de Chile     | 2:2 (1:1) | River Plate                 | Estadio Nacional, Santiago                                    |                                                               |
|                    | Valencia 25' · Salas 69' |           | Francescoli 23' · Sorín 79' | Asistencia: 50 000 espectadores Árbitro(s): José Luis Da Rosa | Asistencia: 50 000 espectadores Árbitro(s): José Luis Da Rosa |

| 12 de junio de 1996 | River Plate | 1:0 (1:0) | Universidad de Chile | Estadio Monumental, Buenos Aires                          |                                                           |
|                     | Almeyda 33' |           |                      | Asistencia: 55 000 espectadores Árbitro(s): Alfredo Rodas | Asistencia: 55 000 espectadores Árbitro(s): Alfredo Rodas |

| 4 de junio de 1996 | Grêmio     | 1:0 (1:0) | América de Cali | Estadio Olímpico Monumental, Porto Alegre                   |                                                             |
|                    | Goiano 31' |           |                 | Asistencia: 37 500 espectadores Árbitro(s): Óscar Velázquez | Asistencia: 37 500 espectadores Árbitro(s): Óscar Velázquez |

| 12 de junio de 1996 | América de Cali                | 3:1 (1:1) | Grêmio     | Estadio Pascual Guerrero, Cali                                     |                                                                    |
|                     | Bermúdez 39' 83' · Escobar 56' |           | Jardel 16' | Asistencia: 40 000 espectadores Árbitro(s): Alberto Tejada Noriega | Asistencia: 40 000 espectadores Árbitro(s): Alberto Tejada Noriega |

### Final
| Ida; 19 de junio de 1996, 20:10 (UTC-5) | América de Cali | 1:0 (1:0) | River Plate | Estadio Pascual Guerrero, Cali                              |                                                             |
|                                         | de Ávila 26'    |           |             | Asistencia: 45 326 espectadores Árbitro(s): Óscar Velázquez | Asistencia: 45 326 espectadores Árbitro(s): Óscar Velázquez |

| Vuelta; 26 de junio de 1996, 20:00 (UTC-3) | River Plate    | 2:0 (1:0) | América de Cali | Estadio Monumental, Buenos Aires                        |                                                         |
|                                            | Crespo 6', 59' |           |                 | Asistencia: 90 482 espectadores Árbitro(s): Julio Matto | Asistencia: 90 482 espectadores Árbitro(s): Julio Matto |

|                                |
| Bandera de Argentina           |
| Campeón River Plate 2.º título |

## Estadísticas

### Goleadores
| Jugador              | Club                 | Goles |
| -------------------- | -------------------- | ----- |
| Antony de Ávila      | América de Cali      | 11    |
| Hernán Crespo        | River Plate          | 10    |
| Claudio Biaggio      | San Lorenzo          | 7     |
| Enzo Francescoli     | River Plate          | 6     |
| Sebastián Abreu      | Defensor Sporting    | 6     |
| Roberto Monserrat    | San Lorenzo          | 5     |
| Iván René Valenciano | Junior               | 5     |
| Marcelo Salas        | Universidad de Chile | 5     |
| Leonardo             | Corinthians          | 5     |

## Tabla General
| Equipo | Equipo               | Pts | PJ | PG | PE | PP | GF | GC | Dif |
| ------ | -------------------- | --- | -- | -- | -- | -- | -- | -- | --- |
| 1      | River Plate          | 28  | 14 | 8  | 4  | 2  | 28 | 12 | +16 |
| 2      | América de Cali      | 26  | 14 | 8  | 2  | 4  | 22 | 9  | +13 |
| 3      | Universidad de Chile | 18  | 12 | 5  | 3  | 4  | 16 | 15 | +1  |
| 4      | Grêmio               | 10  | 6  | 3  | 1  | 2  | 8  | 5  | +3  |
| 5      | Corinthians          | 22  | 10 | 7  | 1  | 2  | 19 | 10 | +9  |
| 6      | San Lorenzo          | 17  | 10 | 4  | 5  | 1  | 23 | 11 | +12 |
| 7      | Barcelona            | 17  | 10 | 5  | 2  | 3  | 14 | 13 | +1  |
| 8      | Junior               | 15  | 10 | 4  | 3  | 3  | 10 | 8  | +2  |
| 9      | San José             | 12  | 8  | 4  | 0  | 4  | 8  | 10 | -2  |
| 10     | Cerro Porteño        | 11  | 8  | 3  | 2  | 3  | 8  | 8  | 0   |
| 11     | Sporting Cristal     | 10  | 8  | 2  | 4  | 2  | 10 | 13 | –3  |
| 12     | Defensor Sporting    | 10  | 8  | 2  | 4  | 2  | 10 | 10 | 0   |
| 13     | Peñarol              | 9   | 8  | 2  | 3  | 3  | 16 | 18 | –2  |
| 14     | Botafogo             | 8   | 8  | 2  | 2  | 4  | 11 | 13 | –2  |
| 15     | Espoli               | 6   | 8  | 2  | 0  | 6  | 8  | 15 | –7  |
| 16     | Minervén             | 6   | 8  | 1  | 3  | 4  | 10 | 21 | -11 |
| 17     | Universitario        | 7   | 6  | 2  | 1  | 3  | 7  | 9  | –2  |
| 18     | Olimpia              | 5   | 6  | 1  | 2  | 3  | 5  | 6  | –1  |
| 19     | Universidad Católica | 4   | 6  | 1  | 1  | 4  | 6  | 13 | –7  |
| 20     | Guabirá              | 4   | 6  | 1  | 1  | 4  | 7  | 16 | –9  |
| 21     | Caracas              | 2   | 6  | 0  | 2  | 4  | 6  | 17 | –11 |